# Fünffingerstöck
Die Fünffingerstöck (dialektal auch Fünffingersteck, hochdeutsch manchmal auch Fünffingerstöcke) sind ein Berg der Urner Alpen im Schweizer Kanton Bern. Der Gipfel ist in mehrere Felstürme gegliedert und wird von der Ferne gesehen mit einer ausgestreckten Hand verglichen.
Der Berg liegt im Berner Oberland ganz im Osten des Gadmertals, das zur Gemeinde Innertkirchen gehört. Er befindet sich südlich des Titlis und 2,5 km nördlich von der Sustenpassstrasse. 200 m östlich des Gipfels verläuft die Kantonsgrenze zu Uri.
Die Fünffingerstöck bilden den höchsten Gipfel im Berggrat, der sich vom Wendenhorn auf 3032 m ü. M. über mehrere Kilometer gegen Südwesten erstreckt. Auf der Südseite liegt der Obertalgletscher und im Westen der Uratgletscher.
Der normale Anstieg führt aus südlicher Richtung vom Parkplatz Steingletscher an der Sustenstrasse durch das Obertal zum Obertaljoch, von wo aus der Nordostgipfel leicht zu erreichen ist. Eine Variante führt über den Südwestgrat. Im Winter ist der Berg mit Tourenski zu erreichen.